# وارد غوديناف
وارد غوديناف (بالإنجليزية: Ward Goodenough)‏ هو أستاذ جامعي أمريكي، ولد في 30 مايو 1919 في كامبريدج في الولايات المتحدة، وتوفي في 9 يونيو 2013.